# DDR-Skimeisterschaften 1974
Die 26. DDR-Skimeisterschaften fanden vom 31. Januar bis zum 3. Februar 1974 im sächsischen Klingenthal statt. In neun Entscheidungen der Nordischen Skidisziplinen Langlauf, Skispringen und Nordische Kombination, davon zwei Mannschaftswettbewerben, gingen Athleten an den Start. Bereits am 30. Dezember 1973 waren die Meister auf den Langstrecken ermittelt worden. In Hasselfelde wurden die Wettbewerbe über 50 Kilometer der Männer und als Premiere über 15 Kilometer der Frauen durchgeführt. Damit schloss man sich dem internationalen Trend an, auch die Frauen über längere Strecken laufen zu lassen. Die Meisterschaften galten als letzter großer Test vor den Nordischen Skiweltmeisterschaften, die im Februar 1974 im schwedischen Falun stattfanden. Von dort kehrte die DDR als erfolgreichste Nation mit 5 Gold- und 6 Silbermedaillen zurück.

## Langlauf

### Männer

#### 15 km
Der zweite Laufwettbewerb der Männer war an Dramatik kaum zu überbieten und endete mit einer der knappsten Entscheidungen aller Meisterschaften. Nach dem unbefriedigenden 10. Platz über 30 km wollte der Klingenthaler Gert-Dietmar Klause über die halbe Distanz nun einen Meistertitel erringen. Und noch nach 13 Kilometern sah es mit zehn Sekunden Vorsprung vor seinem ärgsten Rivalen Grimmer noch gut aus. Doch im Schlussspurt konnte der Oberhofer zulegen und lag am Ende mit hauchdünnen 0,8 Sekunden vor Klause.
Datum: Sonnabend, 2. Februar 1974
| Platz | Sportler            | Mannschaft            | Zeit (h) |
| ----- | ------------------- | --------------------- | -------- |
| 1     | Gerhard Grimmer     | ASK Vorwärts Oberhof  | 44:58,9  |
| 2     | Gert-Dietmar Klause | SC Dynamo Klingenthal | 44:59,7  |
| 3     | Gerd Heßler         | SC Dynamo Klingenthal | 46:05    |
| 4     | Volker Kunzmann     | SC Dynamo Klingenthal | 46:36,1  |
| 5     | Jürgen Wolf         | SC Dynamo Klingenthal | 47:31,9  |
| 6     | Dieter Meinel       | SC Dynamo Klingenthal | 47:42,4  |

#### 30 km
Der 1973 entthronte Meister über 30 Kilometer, Gerhard Grimmer, ließ sich diesmal den Sieg nicht streitig machen. Erst als Dreizehnter gestartet, kam er trotz der üblichen halbminütigen Startabstände bereits als Zweiter ins Ziel. Härtester Konkurrent blieb zumindest auf den ersten zehn Kilometern der Oberwiesenthaler Hartmut Freyer, den bis dahin nur drei Sekunden von Grimmer trennten. Im Ziel hatte Grimmer jedoch den Vorsprung auf fast eine Minute ausgebaut.
Datum: Donnerstag, 31. Januar 1974
| Platz | Sportler        | Mannschaft                | Zeit (h)  |
| ----- | --------------- | ------------------------- | --------- |
| 1     | Gerhard Grimmer | ASK Vorwärts Oberhof      | 1:37:05,7 |
| 2     | Hartmut Freyer  | SC Traktor Oberwiesenthal | 1:37:58,5 |
| 3     | Rainer Groß     | SC Dynamo Klingenthal     | 1:39:43,0 |
| 4     | Volker Kunzmann | SC Dynamo Klingenthal     | 1:41:00,0 |
| 5     | Gerd Heßler     | SC Dynamo Klingenthal     | 1:41:09,0 |
| 6     | Rolf Porstmann  | SC Dynamo Klingenthal     | 1:42:12,5 |

#### 50 km
Am Ortsrand des Harzer Ortes Hasselfelde liefen die 25 Starter 5 Schleifen a 10 Kilometer. Trotz dieser Distanz trennte den Sieger vom Fünftplatzierten am Ende nur knapp eine Minute. War der Sieg von Gerhard Grimmer trotz zweifachen Skibruchs noch erwartet worden, hatte die Leistung von Gerd-Dietmar Klause für Bronze schon einen sensationellen Anstrich. Nach Hälfte der Distanz mit zweieinhalb Minuten Rückstand noch außerhalb jeder Medaillenränge liegend, legte Klause die schnellste Schlussrunde hin und blieb dabei über eineinhalb Minuten unter der Schlussrundenzeit des Siegers Gerhard Grimmer.
Datum: Sonntag, 30. Dezember 1973
| Platz | Sportler            | Mannschaft                | Zeit (h) |
| ----- | ------------------- | ------------------------- | -------- |
| 1     | Gerhard Grimmer     | ASK Vorwärts Oberhof      | 2:30:08  |
| 2     | Hartmut Freyer      | SC Traktor Oberwiesenthal | 2:30:23  |
| 3     | Gert-Dietmar Klause | SC Dynamo Klingenthal     | 2:30:58  |
| 4     | Günter Beutel       | SC Motor Zella-Mehlis     | 2:31:14  |
| 5     | Rainer Groß         | SC Dynamo Klingenthal     | 2:31:15  |
| 6     | Dieter Meinel       | SC Dynamo Klingenthal     | 2:32:56  |

#### 4 × 10-km-Staffel
Ersatzgeschwächt und mit einem Junior, startend hatten die Vorjahressieger aus Oberhof gegen die Klingenthaler Staffel um Gert-Dietmar Klause keine Chance und mussten sich mit dem deutlichen Rückstand von mehr als 5 Minuten geschlagen geben. Somit konnte Klause doch noch einen Meistertitel gewinnen.
Datum: Sonntag, 3. Februar 1974
| Platz | Mannschaft               | Sportler                                                      | Zeit (h)  |
| ----- | ------------------------ | ------------------------------------------------------------- | --------- |
| 1     | SC Dynamo Klingenthal    | Gerd Heßler Dieter Meinel Volker Kunzmann Gert-Dietmar Klause | 2:07:32,1 |
| 2     | ASK Vorwärts Oberhof     | Axel Nordhaus Gerhard Grimmer Frank Spengler Arndt Krause     | 2:12:55,7 |
| 3     | SC Dynamo Klingenthal II | Hofmann Jürgen Wolf Rainer Groß Christian Weichelt            | 2:13:40,0 |

### Frauen

#### 5 km
Auch bei der zweiten Laufentscheidung der Frauen konnte Petra Hinze wieder Gold gewinnen. Und auch diesmal blieb die Vorjahresmeisterin Sigrun Krause ohne Edelmetall. Nach dem etwas überraschenden 4. Platz über die 15 km reichlich vier Wochen zuvor gewann die 16-jährige Zella-Mehliserin Marion Büchner mit Bronze ihre erste Meisterschaftsmedaille.
Datum: Sonnabend, 2. Februar 1974
| Platz | Sportler             | Mannschaft                | Zeit (h) |  |
| ----- | -------------------- | ------------------------- | -------- |  |
| 1     | Petra Hinze          | SC Traktor Oberwiesenthal | 17:43,0  |  |
| 2     | Veronika Schmidt     | SC Motor Zella-Mehlis     | 17:52,0  |  |
| 3     | Marion Büchner       | SC Motor Zella-Mehlis     | 17:53,3  |  |
| 4     | Sigrun Krause        | ASK Oberhof               | 18:01,6  |  |
| 5     | Monika Debertshäuser | SC Motor Zella-Mehlis     | 18:06,7  |  |
| 6     | Barbara Petzold      | SC Traktor Oberwiesenthal | 18:10,0  |  |

#### 10 km
Beim ersten Frauenwettbewerb wurde die Oberwiesenthalerin Petra Hinze Meister und entthronte Vorjahresmeisterin Sigrun Krause, die den undankbaren vierten Platz belegte.
Datum: Donnerstag, 31. Januar 1974
| Platz | Sportler             | Mannschaft                | Zeit (h) |
| ----- | -------------------- | ------------------------- | -------- |
| 1     | Petra Hinze          | SC Traktor Oberwiesenthal | 37:12,8  |
| 2     | Veronika Schmidt     | SC Motor Zella-Mehlis     | 37:22,9  |
| 3     | Barbara Petzold      | SC Traktor Oberwiesenthal | 37:59,7  |
| 4     | Sigrun Krause        | ASK Oberhof               | 38:16,9  |
| 5     | Monika Debertshäuser | SC Motor Zella-Mehlis     | 38:24,3  |
| 6     | König                | ASK Oberhof               | 39:14,1  |

#### 15 km
Die erstmals gelaufene Distanz über 15 Kilometer entschied nicht unerwartet Barbara Petzold mit einer halben Minute Vorsprung für sich. Für ein Achtungszeichen unter den 23 Starterinnen sorgte die erst 16-jährige Marion Büchner vom SC Motor Zella-Mehlis mit Platz vier.
Datum: Sonntag, 30. Dezember 1973
| Platz | Sportler             | Mannschaft                | Zeit (h) |
| ----- | -------------------- | ------------------------- | -------- |
| 1     | Barbara Petzold      | SC Traktor Oberwiesenthal | 50:14    |
| 2     | Sigrun Krause        | ASK Vorwärts Oberhof      | 50:37    |
| 3     | Veronika Schmidt     | SC Motor Zella-Mehlis     | 50:52    |
| 4     | Marion Büchner       | SC Motor Zella-Mehlis     | 51:39    |
| 5     | Monika Debertshäuser | SC Motor Zella-Mehlis     | 52:25    |
| 6     | Birgit Lindenlaub    | SC Motor Zella-Mehlis     | 52:31    |

#### 4 × 5-km-Staffel
Was sich auf den Einzelstrecken schon angedeutet hatte, bestätigte sich in der Staffelentscheidung. In der Dichte waren die Läuferinnen aus Zella-Mehlis am stärksten, denn trotz Doppelmeisterin Petra Hinze wurde die Staffel aus Oberwiesenthal mit über einer Minute Vorsprung auf den zweiten Platz verwiesen.
Datum: Sonntag, 3. Februar 1975
| Platz | Mannschaft                | Sportler                                                               | Zeit (h)  |
| ----- | ------------------------- | ---------------------------------------------------------------------- | --------- |
| 1     | SC Motor Zella-Mehlis     | Monika Debertshäuser Marion Büchner Birgit Lindenlaub Veronika Schmidt | 1:12:44,3 |
| 2     | SC Traktor Oberwiesenthal | Birgit Heinzmann Drummer Barbara Petzold Petra Hinze                   | 1:13:46,3 |
| 3     | ASK Vorwärts Oberhof      | Löffler Sigrun Krause Ritzmann Petra König                             | 1:14:38,1 |

## Nordische Kombination
Nach dem Springen deutete noch nichts darauf hin, dass Olympiasieger und Vorjahresmeister Ulrich Wehling am Ende nichts mit dem Ausgang des Wettbewerbes zu tun haben sollte. Etwas überraschend führte der ambitionierte Eberhard Reum. Wehling lag mit 12,5 Punkten Rückstand auf Platz 6. Doch vor dem Laufwettbewerb gab Wehling seine Startnummer zurück, offiziell wegen eines verdorbenen Magens. Somit lief es auf einen Dreikampf Zimmermann, Hartleb und Deckert hinaus, den der Vorjahresvizemeister Bernd Zimmermann hauchdünn mit 0,365 Punkten für sich entscheiden konnte.
Datum: Sprunglauf Sonnabend, 2. Februar 1974; 15 km Sonntag, 3. Februar 1974
| Platz | Sportler          | Mannschaft                | Punkte  |
| ----- | ----------------- | ------------------------- | ------- |
| 1     | Bernd Zimmermann  | SC Dynamo Klingenthal     | 427,6   |
| 2     | Günter Deckert    | SC Dynamo Klingenthal     | 427,235 |
| 3     | Hans Hartleb      | SC Motor Zella-Mehlis     | 418,755 |
| 4     | Konrad Winkler    | SC Traktor Oberwiesenthal | 412,745 |
| 5     | Eberhard Reum     | ASK Vorwärts Brotterode   | 407,925 |
| 6     | Claus Tuchscherer | SC Dynamo Klingenthal     | 395,585 |

## Skispringen

### Normalschanze
Der frischgebackene Vierschanzentourneesieger Hans-Georg Aschenbach ließ auch auf der neueröffneten Fichtelbergschanze in Oberwiesenthal nichts anbrennen und gewann den Wettbewerb von der Normalschanze. Dabei lieferte ihm aber der Lokalmatador Dietrich Kampf einen engen Wettkampf, bei dem er sich trotz damaligen Schanzenrekordes von 89 m am Ende mit 4,3 Punkten geschlagen geben musste.
Datum: Freitag, 1. Februar 1974
| Platz | Sportler              | Mannschaft                | Punkte |
| ----- | --------------------- | ------------------------- | ------ |
| 1     | Hans-Georg Aschenbach | ASK Vorwärts Brotterode   | 256,7  |
| 2     | Dietrich Kampf        | SC Traktor Oberwiesenthal | 252,4  |
| 3     | Jochen Danneberg      | ASK Vorwärts Brotterode   | 237,8  |
| 4     | Bernd Eckstein        | SC Motor Zella-Mehlis     | 236,0  |
| 5     | Heinz Wosipiwo        | SC Dynamo Klingenthal     | 235,3  |
| 6     | Manfred Wolf          | ASK Vorwärts Brotterode   | 233,8  |
| 7     | Klaus Höring          | SC Dynamo Klingenthal     | 232,8  |
| 8     | Dietmar Aschenbach    | ASK Vorwärts Brotterode   | 229,7  |
| 9     | Jürgen Eckstein       | SC Motor Zella-Mehlis     | 225,2  |
| 10    | Henry Glaß            | SC Dynamo Klingenthal     | 219,1  |

### Großschanze
Auch auf der Großschanze in Klingenthal war Hans-Georg Aschenbach nicht zu besiegen. Diesmal verwies er jedoch Vizemeister Dietrich Kampf mit 9,2 Punkten Vorsprung noch etwas deutlicher in die Schranken. Bronze holte sich Aschenbachs Bruder Dietmar.
Datum: Sonntag, 3. Februar 1974
| Platz | Sportler              | Mannschaft                | Punkte |
| ----- | --------------------- | ------------------------- | ------ |
| 1     | Hans-Georg Aschenbach | ASK Vorwärts Brotterode   | 237,5  |
| 2     | Dietrich Kampf        | SC Traktor Oberwiesenthal | 228,3  |
| 3     | Dietmar Aschenbach    | ASK Vorwärts Brotterode   | 225,9  |
| 4     | Bernd Eckstein        | SC Motor Zella-Mehlis     | 223,0  |
| 5     | Heinz Wosipiwo        | SC Dynamo Klingenthal     | 220,7  |
| 6     | Manfred Wolf          | ASK Vorwärts Brotterode   | 215,2  |

## Medaillenspiegel
Nur dank mehr gewonnener Silbermedaillen lag am Ende der SC Traktor Oberwiesenthal vorn. Nimmt man jedoch den letztmals angetretenen ASK Vorwärts aus Brotterode zum ASK Oberhof hinzu, da er ja die Oberhofer Außenstelle der Kombinierer und Skispringer war, waren die Armeesportler mit 5 Goldmedaillen am erfolgreichsten.
| Medaillenspiegel (nach allen 11 Wettbewerben) | Medaillenspiegel (nach allen 11 Wettbewerben) | Medaillenspiegel (nach allen 11 Wettbewerben) | Medaillenspiegel (nach allen 11 Wettbewerben) | Medaillenspiegel (nach allen 11 Wettbewerben) | Medaillenspiegel (nach allen 11 Wettbewerben) |
| Platz                                         | Mannschaft                                    | Gold                                          | Silber                                        | Bronze                                        | Gesamt                                        |
| --------------------------------------------- | --------------------------------------------- | --------------------------------------------- | --------------------------------------------- | --------------------------------------------- | --------------------------------------------- |
| 1                                             | SC Traktor Oberwiesenthal                     | 3                                             | 5                                             | 1                                             | 9                                             |
| 2                                             | ASK Vorwärts Oberhof                          | 3                                             | 2                                             | 1                                             | 6                                             |
| 3                                             | SC Dynamo Klingenthal                         | 2                                             | 2                                             | 4                                             | 8                                             |
| 5                                             | ASK Vorwärts Brotterode                       | 2                                             | 0                                             | 2                                             | 4                                             |
| 5                                             | SC Motor Zella-Mehlis                         | 1                                             | 2                                             | 3                                             | 6                                             |

## WM-Aufgebot
Im Anschluss an die Meisterschaften wurde das Mannschaftsaufgebot für die Nordischen Skiweltmeisterschaften bekanntgegeben.
Spezialsprunglauf
- Hans-Georg Aschenbach (ASK Vorwärts Brotterode)
- Dietrich Kampf (SC Traktor Oberwiesenthal)
- Bernd Eckstein (SC Motor Zella-Mehlis)
- Henry Glaß (SC Dynamo Klingenthal)
- Heinz Wosipiwo (SC Dynamo Klingenthal)

Nordische Kombination
- Ulrich Wehling (SC Traktor Oberwiesenthal)
- Günter Deckert (SC Dynamo Klingenthal)
- Hans Hartleb (SC Motor Zella-Mehlis)
- Axel Scheibenhof (SC Dynamo Klingenthal)
- Berd Zimmermann (SC Dynamo Klingenthal)

Langlauf
| Männer - Gerhard Grimmer (ASK Vorwärts Oberhof) - Axel Lesser (ASK Vorwärts Oberhof) - Gert-Dietmar Klause (SC Dynamo Klingenthal) - Gerd Heßler (SC Dynamo Klingenthal) - Dieter Meinel (SC Dynamo Klingenthal) - Hartmut Freyer (SC Traktor Oberwiesenthal) | Frauen - Veronika Schmidt (ASK Vorwärts Oberhof) - Petra Hinze (SC Traktor Oberwiesenthal) - Barbara Petzold (SC Traktor Oberwiesenthal) - Sigrun Krause (ASK Vorwärts Oberhof) - Monika Debertshäuser (SC Motor Zella-Mehlis) |